# Supercoupe du Japon de football 1997
Navigation
Édition précédente Édition suivante
L'édition 1997 de la Supercoupe du Japon est la 4e de la Supercoupe du Japon et se déroule le 5 mars 1997 au Stade olympique national à Tokyo au Japon.
Les règles du match sont les suivantes : la durée de la rencontre est de 90 minutes, puis, en cas de match nul, les deux équipes se départageront directement lors d'une séance de tirs au but.
Le match oppose le Kashima Antlers, vainqueur de la J League 1996, face au Verdy Kawasaki, vainqueur de la Coupe du Japon 1996.

## Feuille de match
| Kashima ·     |                    |     |
| Titulaires :  |                    |     |
|               |                    |     |
| 01            | Masaaki Furukawa   |     |
| 02            | Yutaka Akita       |     |
| 03            | Ryosuke Okuno      |     |
| 04            | Jorginho           |     |
| 05            | Akira Narahashi    |     |
| 06            | Naoki Soma         |     |
| 07            | Yasuto Honda       |     |
| 08            | Bismarck           |     |
| 09            | Yoshiyuki Hasegawa | 69e |
| 10            | Mazinho Oliveira   |     |
| 11            | Atsushi Yanagisawa | 85e |
|               |                    |     |
| Remplaçants : |                    |     |
| 12            | Toru Oniki         | 69e |
| 13            | Naruyuki Naito     | 85e |
|               |                    |     |
| Entraîneur :  |                    |     |
| João Carlos   |                    |     |

| Kawasaki ·    |                     |     |
| Titulaires :  |                     |     |
|               |                     |     |
| 01            | Shinkichi Kikuchi   | 30e |
| 02            | Hiroyuki Shirai     |     |
| 03            | Tadashi Nakamura    |     |
| 04            | Yuji Hironaga       |     |
| 05            | Tetsuji Hashiratani |     |
| 06            | Tsuyoshi Kitazawa   |     |
| 07            | Takuya Yamada       | 37e |
| 08            | Hideki Nagai        | 66e |
| 09            | Masakiyo Maezono    |     |
| 10            | Kazuyoshi Miura     |     |
| 11            | Nobuhiro Takeda     |     |
|               |                     |     |
| Remplaçants : |                     |     |
| 16            | Takaya Oishi        | 30e |
| 13            | Ko Ishikawa         | 37e |
| 14            | Magrão              | 66e |
|               |                     |     |
| Entraîneur :  |                     |     |
| Hisashi Kato  |                     |     |

| Kashima ·     |                    |     |
| Titulaires :  |                    |     |
|               |                    |     |
| 01            | Masaaki Furukawa   |     |
| 02            | Yutaka Akita       |     |
| 03            | Ryosuke Okuno      |     |
| 04            | Jorginho           |     |
| 05            | Akira Narahashi    |     |
| 06            | Naoki Soma         |     |
| 07            | Yasuto Honda       |     |
| 08            | Bismarck           |     |
| 09            | Yoshiyuki Hasegawa | 69e |
| 10            | Mazinho Oliveira   |     |
| 11            | Atsushi Yanagisawa | 85e |
|               |                    |     |
| Remplaçants : |                    |     |
| 12            | Toru Oniki         | 69e |
| 13            | Naruyuki Naito     | 85e |
|               |                    |     |
| Entraîneur :  |                    |     |
| João Carlos   |                    |     |

| Kawasaki ·    |                     |     |
| Titulaires :  |                     |     |
|               |                     |     |
| 01            | Shinkichi Kikuchi   | 30e |
| 02            | Hiroyuki Shirai     |     |
| 03            | Tadashi Nakamura    |     |
| 04            | Yuji Hironaga       |     |
| 05            | Tetsuji Hashiratani |     |
| 06            | Tsuyoshi Kitazawa   |     |
| 07            | Takuya Yamada       | 37e |
| 08            | Hideki Nagai        | 66e |
| 09            | Masakiyo Maezono    |     |
| 10            | Kazuyoshi Miura     |     |
| 11            | Nobuhiro Takeda     |     |
|               |                     |     |
| Remplaçants : |                     |     |
| 16            | Takaya Oishi        | 30e |
| 13            | Ko Ishikawa         | 37e |
| 14            | Magrão              | 66e |
|               |                     |     |
| Entraîneur :  |                     |     |
| Hisashi Kato  |                     |     |